# Plenkovický potok
Der Plenkovický potok (deutsch Mühlbach) ist ein rechter Nebenfluss der Jevišovka in Tschechien.

## Verlauf
Der Plenkovický potok entspringt zwischen Lesná (Liliendorf) und Šumná (Schönwald) im Okres Znojmo; seine Quelle liegt auf der Hochfläche Lange Kammer in den beiden Teichen östlich des Fasanhofes. Anfänglich fließt der Bach verrohrt durch die Felder nach Norden; bei Šumná tritt er wieder zu Tage und wird nahe dem Bahnhof von der Bahnstrecke Znojmo–Nymburk überbrückt. Sein weiterer Lauf führt mit nordöstlicher Richtung durch das Waldgebiet Šumenský hvozd, wo er in den Teichen Nový rybník, Prostřední rybník und Vlkov bzw. Šimperák (Schimberger Teich) angestaut wird. In einer Schleife umfließt der Bach den Šimperk (Schimberg, 416 m. n.m.) mit der Burgruine Šenkenberk und wendet sich nach Südosten. Auf diesem Abschnitt speist er die Teiche Nový rybník und Neplech, nachfolgend fließt der Plenkovický potok durch Olbramkostel. Anschließend wird der Bach von der Silnice I/38 überquert und erreicht den Naturpark Jevišovka.
Der Mittellauf führt mit östlicher Richtung durch Kravsko, wo der Bach den Zámecký rybník (Schlossteich) speist. Danach fließt der Plenkovický potok in den Plenkovický rybník – der Teich ist der flächengrößte am Bachlauf – und durch Plenkovice.
Entlang des nach Nordosten führenden Unterlaufes liegen der Teich Spodní rybník sowie Plenkovický Mlýn, Hluboké Mašůvky, Hlavatův Mlýn und Bábovec. Auf seinem letzten Abschnitt durchfließt der Bach in einem zunehmend felsiger werdenden Tal den Wald Bábovecký les, wo sich auf einem Felssporn die Burgruine Lapikus befindet. Die Hänge beiderseits des Bach sind bis zur Mündung als Naturdenkmal Lapikus unter Schutz gestellt.
Nach 19,8 km mündet der Plenkovický potok gegenüber der zur Gemeinde Plaveč gehörigen Rotte Culpovec in die Jevišovka. Auf seinem gesamten Lauf fließt der Bach durch die Jevišovická pahorkatina (Jaispitzer Hügelland).

## Zuflüsse
- Žerůtský potok (r), unterhalb von Olbramkostel
- Vlašňovský potok (l), in Kravsko
- Mramotický potok (r), im Plenkovický rybník
- Svatoňovec (r), in Hluboké Mašůvky